# ناحیه تیانهی
تیانهی (به لاتین: Tianhe District) یک سکونتگاه مسکونی در جمهوری خلق چین است که در گوانگ‌ژو واقع شده‌است.

## خصوصیات
تیانهی ۱۴۱ کیلومترمربع مساحت و ۶۴۵٬۴۵۳ نفر جمعیت دارد.